# Sulenopsis
Sulenopsis is een kevergeslacht uit de familie van de boktorren (Cerambycidae). De wetenschappelijke naam van het geslacht werd voor het eerst geldig gepubliceerd in 1957 door Breuning.

## Soorten
Sulenopsis is monotypisch en omvat slechts de volgende soort:
- Sulenopsis chrysovittata Breuning, 1957